# Gezichtsbikini
De gezichtsbikini of de facekini  (Chinees: 脸基尼; pinyin: liǎnjīní) is een lapje nylon met gaten voor de ogen, neus en mond. Het gezicht, hoofd en de hals worden afgesloten voor de zon. Chinese vrouwen dragen het als bescherming tegen de zon. De gezichtsbikini dient niet alleen als bescherming tegen de zon maar is ook in trek bij oudere vrouwen die zich ongemakkelijk voelen in bikini, zo kunnen ze anoniem over het strand lopen. De gezichtsbikini is uitgevonden in het Oost-Chinese Qingdao.

## Ontstaan
In 2012 kwamen enkele Chinese vrouwen van middelbare leeftijd op de proppen met de gezichtsbikini. De nette dames in China proberen te vermijden om bruin te worden. Het doel van deze dames is om hun blanke huidskleur te behouden of om juist nog blanker te worden, want als je bruin ziet is dat een teken van lange dagen hard werken in de brandende zon. Dit is een statussymbool. In China bestaat de cultuur om als vrouw gezichtscrèmes te gebruiken die ervoor zorgen dat je huid lichter blijkt. Een iets bruiner getinte huid is dus in China voor vrouwen zeker taboe. Er wordt zelfs gespeculeerd over het feit of de gezichtsbikini kwallen zou afschrikken? Als je blank bent betekent het dat je een hogere status hebt, dit betekent ook dat je personeel hebt om op het land te werken en dit zelf dus niet hoeft te doen.

## Trend
Eerst werd de gezichtsbikini enkel door oudere vrouwen gebruikt, maar ondertussen zijn er al verschillende varianten van de gezichtsbikini. Zo kan de deze verkrijgen in verschillende kleuren. Van simpel zwart naar felle tinten en printjes. De gezichtsbikini is ondertussen ook al een rage in de Verenigde Staten. Echter niet iedereen is zo enthousiast over de gezichtsbikini, zo zouden volgens getuigen kinderen worden afgeschrikt door de maskers. In Azië zijn er toch wel enkele andere schoonheidsidealen dan in de Westerse wereld. Bruin worden is voor Chinezen geen een teken van welvaart maar een teken van armoede.